# ENGI
주식회사 ENGI(엔기, 일본어: 株式会社ENGI)는 KADOKAWA, 사미, 울트라 슈퍼 픽처스가 설립한 일본의 애니메이션 제작사이자 KADOKAWA의 자회사이다. 회사 이름의 유래는 'ENtertainment Graphic Innovation'의 이니셜이다.

## 역사
2018년 4월 4일, KADOKAWA·사미·울트라 슈퍼 픽처스의 공동 출자에 의해 설립되어, 같은 해 6월 1일에 영업을 개시했다.
2020년 4월, 오카야마현 구라시키시에 구라시키 스튜디오를 개설했다. 문화와 역사의 거리로서 알려져 있는 구라시키와의 환경과 지역과의 제휴, 국내외의 일본 애니메이션의 요구에 대응해, 발전에 기여하는 것을 목표로 한다.
2021년 10월, 홋카이도 삿포로시에 삿포로 스튜디오를 개설했다. 이 스튜디오의 설립에 의해 한층 더 인재의 획득·육성과 제작 체제의 정비·강화, 영상 기술의 혁신을 도모하고 있다.
초대 대표이사 사장(현 고문)은 Q-TEC의 대표이사도 역임한 카지오 토오루가 맡았다. 2대째 대표이사 사장은 곤조를 거쳐 그라피니카에서 《낙원추방》의 치프 애니메이션 프로듀서를 담당, ENGI의 설립에도 참가해 동사의 대표 이사 전무를 맡은 요시오카 히로키가 취임했다.
창업 이래 원청으로 제작한 텔레비전 시리즈는 KADOKAWA 그룹 산하 기업으로서 KADOKAWA의 출판 브랜드나 계열 각사가 원작이나 코미칼라이즈로 관여하는 작품뿐이었지만, 2023년에 처음으로 그룹 밖에서 코단샤의 《월간 애프터눈》 연재 만화를 원작으로 하는 《메달리스트》의 제작을 실시하는 것이 발표되었다.

## 제작 체제
디지털 작화와 3DCG를 융합한, 하이브리드 디지털 애니메이션 스튜디오다. CG 애니메이션 분야에서 활약하는 스태프을 많이 가지고, 약 70명의 스태프가 재적한다.
2020년 4월에 구라시키 스튜디오, 2021년 10월에 삿포로 스튜디오를 개설했다.

## 작품

### TV 애니메이션
- 짐승의 길 (20019년)
- 우자키 양은 놀고싶어! (2020년)
- 궁극 진화한 풀다이브RPG가 현실보다 망겜이라면 (2021년)
- 탐정은 이미 죽었다 (2021년)
- 여성향 게임 세계는 모브에게 가혹한 세계입니다 (2022년)
- 우자키 양은 놀고 싶어! 더블 (2022년)
- 초보 연금술사의 점포경영 (2022년)
- 칸코레: 언젠가 그 바다에서 (2022년)
- 경험 많은 너와 경험 없는 내가 사귀게 된 이야기 (2023년)
- Unnamed Memory (2024년)
- 메달리스트 (2025년)

### Web 애니메이션
- 외출하는 아기 상어 (2023년)
- 가메라: 부활 (2023년)